# Танават Тірапонгпаїбун
Танават Тірапонгпаїбун (англ. Thanawat Thirapongpaiboon) - професіональний тайський снукерист, який розпочав виступати в мейн-турі в сезоні 2010/11 .

## Кар'єра
У травні 2010 року Танават вийшов у півфінал на чемпіонаті Азії, який проходив в Таїланді. За вихід у фінал він програв гравцеві з Пакистану Мохаммеду Саджаду з рахунком 3:6. На цьому ж турнірі він зробив брейк в 106 очок . Участь в півфіналі дало йому можливість грати в наступному сезоні у мейн-турі.
22 жовтня 2010 Танават зробив свій всього лише другий сенчурі-брейк у професійній кар'єрі, і цей брейк виявився максимальним . Не досягнувши свого сімнадцятиріччя, Танават став наймолодшим гравцем в історії снукеру, що зробив максимум на рейтинговому турнірі. Однак, через слабкі результати на рейтингових турнірах він посів лише 82 місце в офіційному рейтингу на сезон 2011/12 і вибув з мейн-туру.
В 2010-м тайський гравець був фіналістом юніорського чемпіонату Азії. У 2011 він став переможцем юніорського чемпіонату світу, що дало йому можливість повернутися до мейн-туру на сезон 2012/13.